# Eisenbahnunfall von Hannover-Misburg
Der Eisenbahnunfall von Hannover-Misburg war ein Frontalzusammenstoß eines Güterzugs mit einem Personenzug am 9. Dezember 1997 im Bahnhof Misburg im hannoverschen Stadtteil Misburg-Süd. Dabei wurden 51 Menschen verletzt, mehrere mit Dieselkraftstoff beladene Kesselwagen gerieten in Brand.

## Ausgangslage
Der von Hamburg kommende Güterzug KC 72221, ein mit mehr als 250 000 Litern Diesel beladener Ganzzug aus 22 Kesselwagen, war auf der Güterumgehungsbahn Hannover von Lehrte nach Kassel unterwegs. In der Gegenrichtung fuhr der mit etwa 300 Reisenden besetzte RE 5354 von Hannover Hbf nach Celle. Dieser verkehrte vom Hauptbahnhof bis zur Abzweigstelle Hannover Tiergarten über die Bahnstrecke Hannover–Braunschweig, um dann die mittlerweile stillgelegte Strecke nach Misburg zu nutzen und dort in die Güterumgehungsbahn einzufahren. Dazu musste dort das Gleis der Güterumgehung Richtung Westen bzw. Süden gekreuzt werden.

## Unfallhergang
Der Lokomotivführer des Güterzugs bestätigte mit der Wachsamkeitstaste, das „Halt erwarten“ zeigende Vorsignal wahrgenommen zu haben. Statt jedoch mit dem Bremsen einzusetzen, beschleunigte er seinen Zug und überfuhr mit 85 km/h das „Halt“ zeigende Hauptsignal. Die Induktive Zugsicherung (INDUSI) löste daraufhin eine Zwangsbremsung aus. Der nur 250 m lange Durchrutschweg reichte jedoch nicht mehr aus, den Zug zum Stehen zu bringen, bevor er in den Fahrweg des herannahenden Regionalexpresses geriet. Um 16:53 Uhr stießen beide Züge frontal zusammen. Die beiden Lokomotiven verkeilten sich ineinander. Drei Kesselwagen gingen nach Explosionen in Flammen auf, fünf weitere wurden beschädigt.

## Folgen
14 Reisende und der Triebfahrzeugführer des Personenzuges wurden schwer verletzt, 35 weitere Reisende erlitten leichte Verletzungen. Infolge der Kollision gerieten mehrere mit Diesel beladene Kesselwagen in Brand. Der durch den Unfall entstandene Schaden wurde auf 13 Millionen DM geschätzt.
Das schwer zugängliche Gelände am Unfallort erschwerte den Einsatz der Rettungskräfte. Etwa 400 Personen von Polizei, Feuerwehr und Technischem Hilfswerk aus Ronnenberg, Langenhagen, Hannover und Lehrte waren im Einsatz. Das Löschwasser musste aus einiger Entfernung herangeschafft werden. Nachdem der Brand durch die Feuerwehren nach zwei Stunden gelöscht war, wurde aus den ausgebrannten Kesselwagen das verbliebene Heizöl abgepumpt. Die Aufräumarbeiten dauerten bis zum Morgen des 15. Dezember.